# 威爾遜鎮區 (密歇根州沙勒沃伊縣)
威爾遜鎮區（英語：Wilson Township）是位於美國密歇根州沙勒沃伊县的一個行政鎮區。

## 地方資料
威爾遜鎮區的面積為89.15平方千米，當中陸地面積為88.19平方千米，而水域面積為0.96平方千米。根據2020年美國人口普查的數據，當地共有人口1858人，而人口密度為每平方千米20.84人。